# Andy Barr
Garland Hale Barr IV dit Andy Barr, né le 24 juin 1973 à Lexington (Kentucky), est un homme politique américain, représentant républicain du Kentucky à la Chambre des représentants des États-Unis depuis 2013.

## Biographie
Andy Barr est originaire de Lexington, deuxième ville du Kentucky. Après un bachelor of arts de l'université de Virginie et un juris doctor de l'université du Kentucky, il devient avocat. Pendant ses études, il travaille pour le représentant Jim Talent.
À partir de 2003, il est conseiller dans l'administration du gouverneur Ernie Fletcher. L'administration chute en raison d'embauches illégales auxquelles Barr n'est pas lié.
Il se présente en 2010 à la Chambre des représentants des États-Unis dans le 6e district du Kentucky, autour de Lexington. Il remporte largement la primaire républicaine avec 64 % des suffrages face à cinq concurrents et affronte le représentant démocrate Ben Chandler. Le district est favorable aux républicains au niveau national, ayant voté à 55 % pour John McCain en 2008, mais a réélu Chandler avec 65 % des voix la même année. Alors que Chandler part en position de favori, Andy Barr se rapproche du représentant dans les dernières semaines de la campagne. À l'occasion d'une « vague républicaine » au niveau national, il est battu de justesse en rassemblant 49,9 % des suffrages, soit 648 voix d'écart.
Le district est redécoupé après le recensement de 2010 et gagne des électeurs démocrates. Andy Barr se présente à nouveau face à Chandler en 2012. Pendant la campagne, il critique notamment la politique énergétique de Barack Obama sur le charbon. La concomitance de l'élection présidentielle est considéré comme un handicap pour Chandler, vue l'impopularité du président sortant. Barr est élu avec 50,6 % des voix contre 46,7 % pour Chandler. Il est facilement réélu en 2014 avec 60 % des suffrages face à la démocrate Elisabeth Jensen.
En avril 2025, il annonce sa candidature aux élections sénatoriales de novembre 2026, pour succéder au républicain Mitch McConnell, non candidat à sa réélection après sept mandats au Sénat.

### Prises de position

#### Environnement et énergie
Andy Barr estime que l'existence du réchauffement climatique ne fait pas consensus parmi les scientifiques.
Il s'est opposé à l’introduction d'une taxe carbone.
Il est l'auteur d'une loi adoptée par le Congrès américain en mars 2023  limitant la prise en compte des enjeux environnementaux et sociaux dans les investissements des fonds de pension, estimant qu'il s'agissait d’une posture idéologique de gauche. Le texte est critiqué par Joe Biden et par les organisations environnementales.

#### Santé
Barr soutient l'abrogation de la loi sur les soins abordables, dite Obamacare.

#### Avortement
Il est engagé contre le droit à l'avortement. Il pense que l'avortement devrait être illégal, y compris dans les cas de viol et d'inceste, sauf si la vie de la mère est menacée.